# Parti de la liberté d'Autriche
Pour les articles homonymes, voir Parti de la liberté et FPO.

Drapeau du Drapeau du Parti de la liberté d'Autriche.

Le Parti de la liberté d'Autriche ou Parti libéral autrichien (en allemand : Freiheitliche Partei Österreichs, FPÖ) est un parti politique d'extrême droite,,, et de droite populiste,, autrichien fondé en 1955 par d'anciens nazis. Longtemps dirigé par Jörg Haider puis Heinz-Christian Strache, il est présidé depuis 2021 par Herbert Kickl.
Après avoir exalté depuis sa fondation l'identité allemande, le FPÖ opère un revirement identitaire dans les années 1990 et tient un discours patriotique autrichien. Le parti est xénophobe et islamophobe. Quoique historiquement anticlérical, il a évolué également sur la question de la religion et mobilise désormais les valeurs chrétiennes qu'il oppose à l'islam.
Le parti adhère en 2007 au groupe Identité, tradition, souveraineté au Parlement européen, disparu la même année. En 2015, il participe à la fondation du groupe au Parlement européen Europe des nations et des libertés, qui devient ensuite Identité et démocratie puis Patriotes pour l'Europe. Il est membre du gouvernement de 1983 et 1986, puis de 2000 à 2006, et enfin de 2017 à 2019.

## Histoire

### Origines
Le Parti de la liberté est fondé fin 1955 par d'anciens nazis, et était à ses débuts un parti aux visions relativement libérales. Il plonge ses racines dans le mouvement des nationalités du XIXe siècle et l'esprit de 1848. Il a ainsi attiré un éventail d'adhérents libéraux anticléricaux inquiets de l'isolement potentiel de l'Autriche catholique par rapport à l'Allemagne nationaliste.
Il est également un héritier de la Fédération des Indépendants, créée après la Seconde Guerre mondiale par d'anciens nazis. Le premier dirigeant du FPÖ (1956-1958) est Anton Reinthaller, ancien général SS et ministre de l'Agriculture. Son successeur (1958-1978), Friedrich Peter (en), essaie de rééquilibrer le parti en faisant monter une aile libérale.
En 1980, l'aile européenne du FPÖ prend le contrôle du parti sous la direction de Norbert Steger. En 1983, celui-ci fait entrer le parti dans un gouvernement de coalition avec les sociaux-démocrates (SPÖ) du chancelier Fred Sinowatz. À la suite des premières élections législatives de 1986, le FPÖ fait son retour au gouvernement, toujours au côté du SPÖ, dans le premier cabinet de Franz Vranitzky.

### Réorientation vers le nationalisme

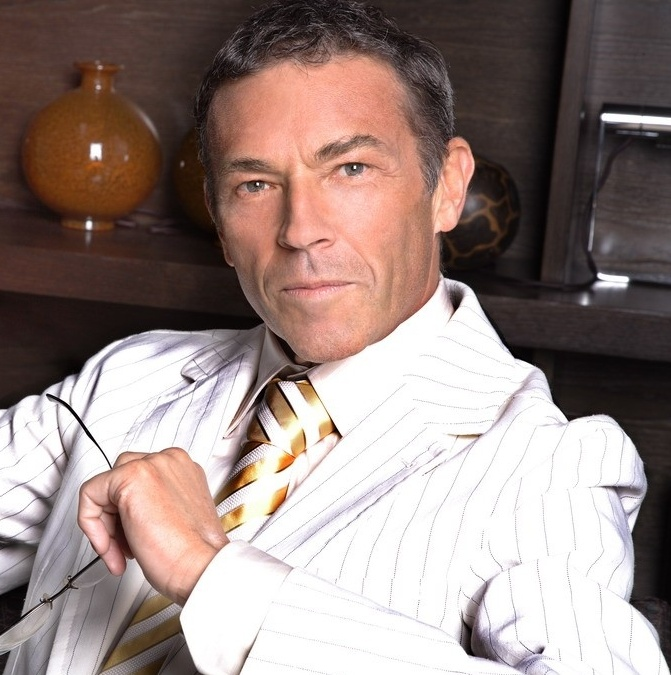
Jörg Haider, le dirigeant du FPÖ qui a réorienté le parti vers l'extrême droite.

À la convention nationale du parti en 1986 à Innsbruck, Jörg Haider, soutenu par les tendances nationales allemande et autrichienne, évince Norbert Steger et prend la direction du FPÖ. Peu de temps après, le chancelier autrichien annonce de nouvelles élections et forme une coalition avec les conservateurs (ÖVP), reléguant le FPÖ dans l'opposition. De 1986 à 2001, Haider va imposer sa marque sur le parti qu'il va positionner de plus en plus vers la droite nationaliste et populiste, n'hésitant pas à relativiser ou à réinterpréter le passé nazi de son pays. En 1989, Haider devient gouverneur de Carinthie avec l'aide des sociaux-démocrates mais il doit démissionner dès 1991, après ses premières déclarations controversées sur le Troisième Reich, lequel aurait été plus efficace que le gouvernement de Vienne dans la politique de l'emploi.
En 1993, le parti résilie son adhésion à l’Internationale libérale sous l'impulsion du très controversé Jörg Haider. L'aile européenne du FPÖ quitte le parti pour fonder le Forum libéral. La même année, le FPÖ résilie son adhésion à l'Internationale libérale, puis, en 1994, une coalition noire-bleue avec l'ÖVP est mise en place dans le Vorarlberg.

### Retour au gouvernement
En 1999, Haider est réélu gouverneur de Carinthie avec la majorité absolue des suffrages. Aux élections législatives d'octobre 1999, le FPÖ obtient 27 % des suffrages, juste derrière les sociaux-démocrates. Il devance alors de 400 voix le parti conservateur ÖVP, conduit par le ministre des Affaires étrangères Wolfgang Schüssel. Les tractations pour mener une coalition débouchent sur une coalition inédite entre la FPÖ et l'ÖVP permettant à Wolfgang Schüssel de prendre la chancellerie. Le seul moyen d'obtenir une majorité parlementaire était une union de deux des trois principaux partis politiques autrichiens, mais le SPÖ refusa de s'associer au FPÖ, et l'ÖVP écarta l'idée d'une nouvelle grande-coalition avec les sociaux-démocrates.

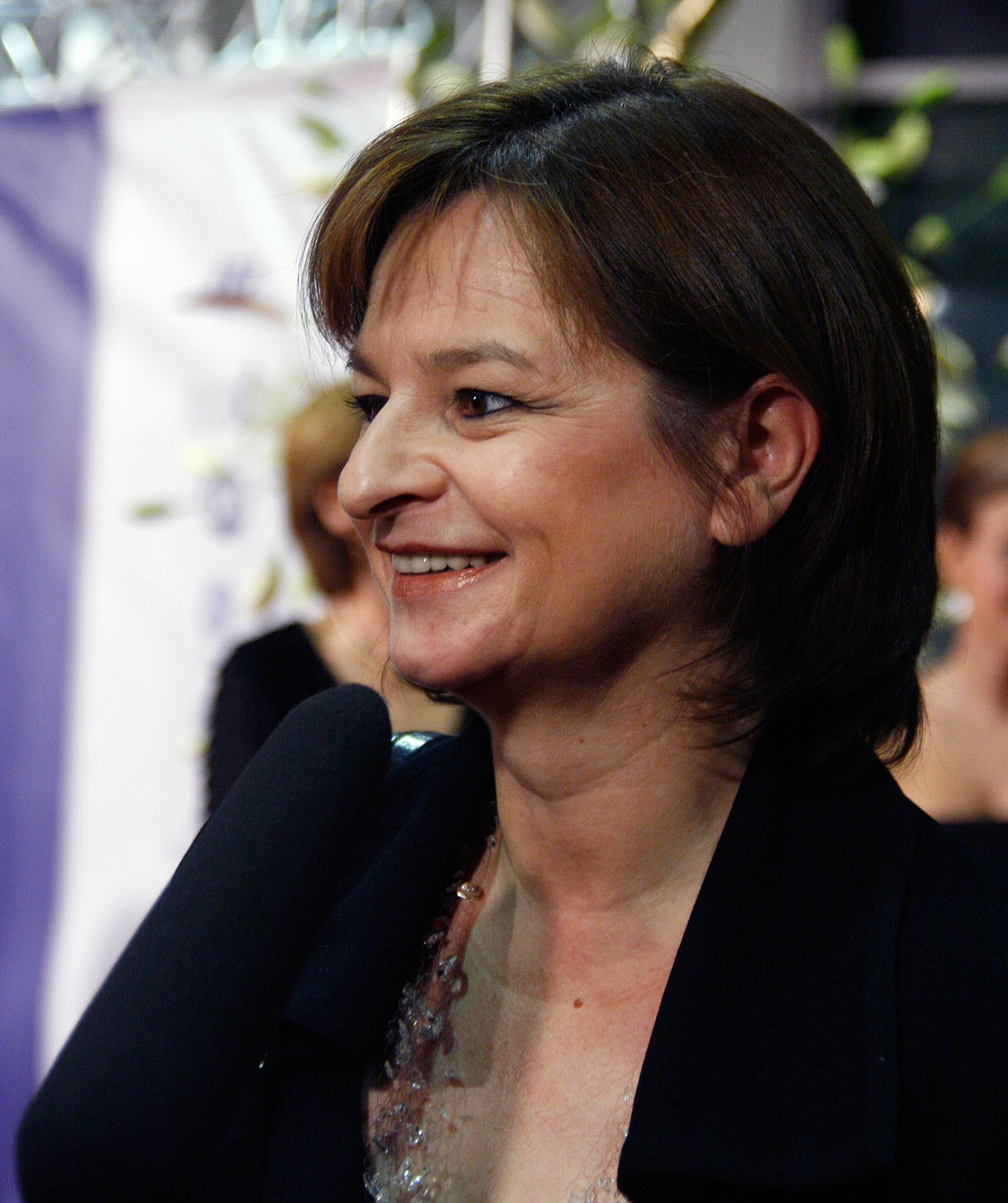
Susanne Riess-Passer, principale figure du FPÖ à participer au gouvernement de coalition avec l'ÖVP.

La mise en place de la coalition noire-bleue provoque des critiques en Europe, où les 14 membres de l'Union européenne décident de mettre l'Autriche sous « surveillance » afin de vérifier que le pays respecte toujours les droits démocratiques les plus élémentaires. Les dirigeants européens se rendent rapidement compte que leurs critiques sont contreproductives, puisque renforçant le soutien de la population au gouvernement. Dès l'été 2000, il est officiellement constaté que l'Autriche demeure une démocratie et les contacts reprennent d'autant plus facilement que Haider ne fait pas partie du gouvernement et a renoncé à la présidence du parti en février 2000 pour se consacrer à la Carinthie.
Au sein du gouvernement, plusieurs membres du FPÖ émergent, comme Susanne Riess-Passer, vice-chancelière, et Karl-Heinz Grasser, ministre des Finances âgé de 31 ans. Ces deux personnalités dont la carrière dépendait de Haider entrent en conflit avec celui-ci à mesure que les résultats des élections locales sont de plus en plus mauvais pour le FPÖ. Haider en rejette la responsabilité sur le gouvernement, mais ses ministres font corps autour du chancelier. Aux élections de novembre 2002, l'ÖVP remporte une victoire historique avec 42 % des suffrages, tandis que le FPÖ s'effondre à 10 % des voix (- 17 points). Bien que perdant sept sièges, la coalition demeure majoritaire, et est reconduite en février 2003. Aux élections régionales de septembre 2003, le FPÖ est devancé par les écologistes.
Le parti se trouve donc en grande difficulté quand se profile en 2004 l'élection du gouverneur de Carinthie. Mais contre toute attente, Haider obtient la majorité relative des voix, avec 42,5 % des suffrages. L'ÖVP refusant de se joindre à lui, il trouve un allié inattendu chez les sociaux-démocrates pour retrouver son poste de gouverneur. Aux élections européennes de 2004, le FPÖ n'atteint que 6 % des voix et un seul élu. Le 4 avril 2005, Haider fait sécession et fonde un nouveau parti, l'Alliance pour l'avenir de l'Autriche (BZÖ). Souhaitant continuer l'alliance avec l'ÖVP du chancelier Wolfgang Schüssel, il laisse le FPÖ aux partisans d'un retour de ce parti dans l'opposition. Ursula Haubner, ministre des Affaires sociales, élue avec 79 % des voix en 2004, démissionne du parti pour rejoindre le BZÖ. Les six ministres FPÖ passent au BZÖ.

### L'après-Haider

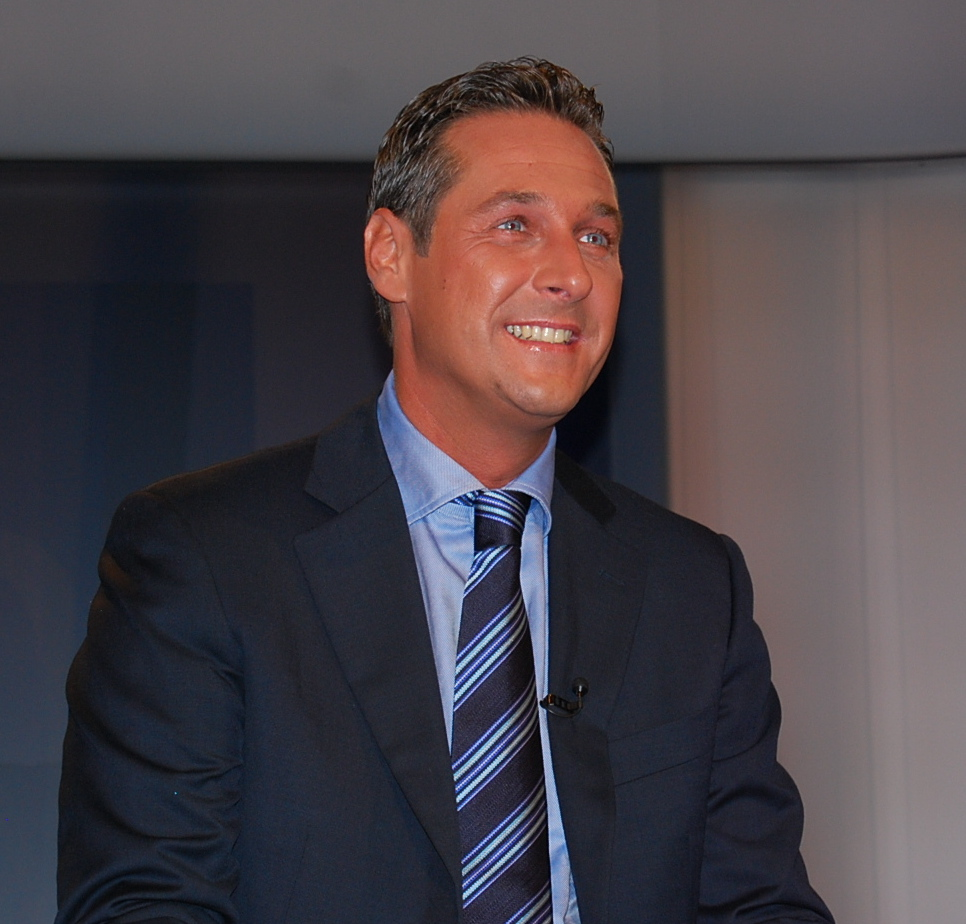
Heinz-Christian Strache, premier dirigeant du FPÖ de l'après-Haider.

Lors d'un congrès à Salzbourg en avril 2005, le FPÖ porte à la présidence Heinz-Christian Strache. Âgé de 35 ans, Strache, chef du FPÖ de la capitale, Vienne, et considéré comme un représentant de l'aile la plus dure de la droite, a obtenu 90,1 % des voix des 431 délégués présents. Il parle d'Haider comme d'un « Michael Jackson de la politique intérieure qui a tellement changé que ses proches ne le reconnaissent plus ». Il déclare aussi que « Vienne ne doit pas devenir Istanbul » et que « l'Union européenne n'est pas [leur] patrie ». Le 6 mars 2006, le FPÖ lance une campagne intitulée « Stoppt den EU-Wahnsinn! » (« Non à la folie de l'Europe ! ») pour un référendum contre l'Union européenne, contre l'adhésion de la Turquie à l'Union européenne et contre l'immigration musulmane. L'objectif est d'obtenir pour cette demande populaire, lancée sous le slogan « Österreich bleib Frei! » (« Autriche, reste libre ! »), la signature de 100 000 Autrichiens, ce qui obligera le Parlement à en débattre. Selon un sondage, 80 % des Autrichiens sont opposés à l'adhésion de la Turquie. Contrairement à son prédécesseur, Strache apporte également son soutien à Israël.
Aux élections législatives de 2006, le parti obtient 11,2 % des voix et 21 sièges, soit un meilleur résultat qu'en 2002, avant la scission. Mais la constitution d'une grande coalition droite-gauche, qui aboutit en janvier 2007, le rejette cependant définitivement dans l'opposition. Lors des législatives anticipées de 2008, le FPÖ réalise 18 % tandis que le BZÖ fait 11 %, ce qui fait un total de 29 % pour l'extrême droite autrichienne. En décembre 2009, le BZÖ de Carinthie, refusant l'évolution du parti vers la droite libérale, annonce son départ de l'alliance nationale, fusionne avec le FPÖ local et annonce l'affiliation au FPÖ du nouvel ensemble, Die Freiheitlichen in Kärnten,. Pour Strache, le « troisième camp » de la politique autrichienne est dès lors réunifié.
Lors de l'élection présidentielle de 2010, la candidate du parti, Barbara Rosenkranz, rassemble 15,24 % des voix. En octobre de la même année, lors des élections municipales à Vienne, le FPÖ obtient un score historique avec 27 % des voix, ce qui prive la gauche de la majorité absolue. Le parti est donc la deuxième force politique à Vienne. Aux élections législatives de septembre 2013, le FPÖ améliore son score de 2008 de 3 points en obtenant 20,5 % des voix. En Styrie, il arrive première devant ses deux rivaux politiques, le Parti social-démocrate d'Autriche (SPÖ) et l'ÖVP.
À la suite des élections régionales de 2015 dans le Burgenland, le parti de gauche SPÖ brise une ligne rouge établie 30 ans plus tôt lors de la rupture de la dernière coalition au niveau national entre le SPÖ et le FPÖ, en s'alliant dans cet État fédéré avec le FPÖ afin de le diriger.

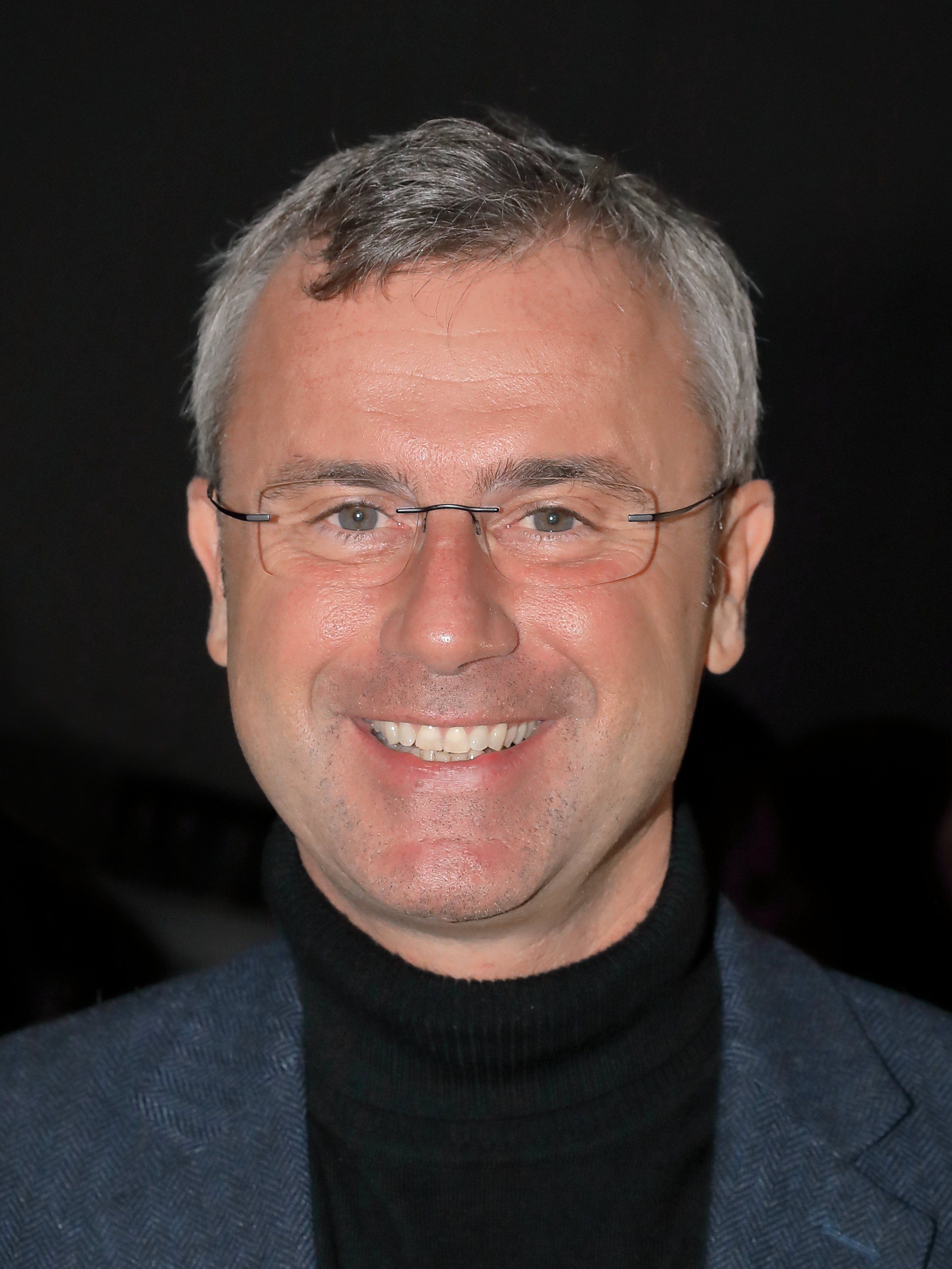
Norbert Hofer, candidat à l'élection présidentielle de 2016 et président du FPÖ de 2019 à 2021.

Norbert Hofer, candidat du FPÖ, arrive en tête du premier tour de l'élection présidentielle de 2016 avec 35,1 % des suffrages. Il s'agit du meilleur score réalisé par le parti au niveau fédéral depuis sa fondation. Les candidats du SPÖ et du ÖVP sont quant à eux éliminés, et Norbert Hofer affronte au second tour le candidat indépendant soutenu par les écologistes, Alexander Van der Bellen, qui l'emporte avec 50,3 % des voix. Mais ce scrutin est ensuite annulé en raison d'irrégularités par la Cour constitutionnelle autrichienne, ce qui conduit à l'organisation d'un nouveau second tour pour le 2 octobre 2016, reporté au 4 décembre pour cause d'un problème d'impression des bulletins. Cette fois ci, en ne réalisant que 46,2 %, Norbert Hofer perd largement contre Alexander Van der Bellen.
Durant les années 2020, le FPÖ entretient des liens étroits avec la mouvance identitaire autrichienne,,.

#### «Ibizagate»
Après les élections législatives de 2017, le parti fait son retour aux affaires nationales dans la coalition ÖVP-FPÖ du gouvernement Kurz I. Le 18 mai 2019, à huit jours des élections européennes, et au lendemain de la publication d'une vidéo tournée en 2017 où on le voit expliquer à une femme se présentant comme la nièce d'un oligarque russe, comment financer illégalement son parti et racheter un journal pour rendre sa ligne éditoriale proche du FPÖ, Strache démissionne du gouvernement. Kurz annonce le jour même des élections législatives anticipées. L'un des enjeux de cette séparation avec le FPÖ concerne notamment l'influence du parti sur les services de sécurité autrichiens ainsi que sa proximité avec la Russie.
De nouvelles révélations sur le train de vie dispendieux de Strache aux frais du FPÖ compromettent un peu plus sa position au sein du parti. Le 1er octobre 2019, après le net recul de son parti aux élections législatives, il annonce son retrait de la vie politique. Il est exclu du FPÖ en décembre et crée un nouveau parti, la « Team HC Strache - Alliance pour l’Autriche ». Son procès pour corruption se tient en juillet 2021. Outre l'Ibizagate, il est accusé d'être intervenu pour faire rattacher une clinique privée de chirurgie esthétique dirigée par l'un de ses proches à la sécurité sociale, lui permettant de bénéficier de fonds publics d'un montant de 2,2 millions d'euros par an. Il est également accusé d'avoir détourné de l'argent de son parti pour plus d'un demi-million d'euros (pour payer des sacs de luxe, prostituées et jeux en ligne notamment). Le 26 août 2021, reconnu coupable de corruption, il est condamné à 15 mois de prison avec sursis.

### Années 2020
Le FPÖ chute dans les sondages à la suite de cette affaire mais capitalise par la suite sur l'opposition aux restrictions sanitaires liées à la pandémie de Covid-19, via notamment l'organisation de marches contre les confinements, le couvre-feu ou encore la vaccination. En outre, la droite traditionnelle, l'ÖVP, est rattrapée par une affaire de corruption qui entraîne la chute du chancelier Kurz et est critiquée pour son bilan économique. Dès 2023, le FPÖ a ainsi retrouvé le niveau qui était auparavant le sien dans les sondages.
En juin 2024, le FPÖ ressort en tête des élections européennes, avec 25,7% des voix, suivi de près par les conservateurs de l'ÖVP (24,7%), alors au gouvernement, puis par les sociaux-démocrates du SPÖ (23,2%). Fin septembre 2024, le parti arrive en tête des élections législatives avec 29 % des voix. Il améliore son score de 13 points par rapport au scrutin de 2019.
En février 2025, après cinq semaines de négociations avec l'ÖVP, Herbert Kickl échoue à former une coalition gouvernementale malgré sa victoire aux élections législatives.

## Ligne politique
Historiquement, le FPÖ avait une base idéologique dans le national-libéralisme, le pangermanisme et l'anticléricalisme, tout en conservant une importante faction minoritaire classique-libérale.
Le FPÖ actuel a été diversement décrit comme populiste de droite, national-conservateur, « conservateur de droite », « national de droite » et d'extrême droite,,. Le parti s'identifie généralement à un profil freiheitlich (libertarien). Les principaux membres actuels du parti, tels qu'Andreas Mölzer et Harald Vilimsky, se considèrent comme des « Allemands culturels » nationaux-libéraux,, tandis que Barbara Rosenkranz se considère comme une nationale-conservatrice.
Sous la direction de Heinz-Christian Strache, le FPÖ s'est efforcé de se décrire comme un parti social et de Heimat. Cela signifie que le parti se présente comme le garant de l'identité autrichienne et du bien-être social. Sur le plan économique, il soutient un libéralisme régulé avec des privatisations et de faibles impôts, combiné à un soutien à l'État-providence ; cependant, il affirme qu'il sera impossible de maintenir l'État-providence si des politiques d'immigration libérales sont poursuivies.

### Rejet de l'immigration et de l'islam
Le FPÖ souhaite l'interdiction de l'immigration en provenance de pays musulmans ainsi que la mise en place d'un « contrat d'intégration » pour les étrangers vivant en Autriche,. Pendant la période du gouvernement de coalition ÖVP-FPÖ, de nombreux amendements ont été introduits pour renforcer les politiques de contrôle de l'immigration du pays. Le nombre de nouvelles demandes d'asile, par exemple, a été réduit de 32 000 en 2003 à 13 300 en 2006. Concernant l'islam, le FPÖ réclame la tenue d'un référendum sur l'interdiction du voile islamique et des minarets, à l'instar de celle ayant eu lieu en Suisse en 2009.
Gaël Brustier et David Djaïz estiment que « depuis 2010, et l'élection municipale de Vienne, le FPÖ désormais dirigé par Heinz-Christian Strache se présente comme le « soziale Heimatpartei », son pangermanisme et sa défense de l'identité (politique) autrichienne se conjuguent à la mise en avant de la défense du Mittelstand (en) germanique-autrichien, la dénonciation de l'immigration et de l'islamisation du pays ».
Le FPÖ mène des campagnes présentant les musulmans et les migrants comme des dangers pour la populations autrichienne. L'organisation de défense des droits de l'homme SOS Mitmensch lui a ainsi reproché de mener une « campagne raciste à long terme » contre les musulmans. En juillet 2023, des militants du FPÖ prennent part à une marche proclamant le « pouvoir ethnique blanc » et l'objectif de « protéger l'Autriche ».

### Questions internationales
Alors que le parti avait été créé dans les années 1950 sur fond d'antisoviétisme, il se rapproche au début du XXIe siècle du nationalisme russe incarné par Vladimir Poutine, établissant entre le 19 décembre 2016 et 2021 un accord d'amitié avec le parti Russie unie et s'oppose aux sanctions prises par l'Union européenne à la suite de l'invasion de l'Ukraine.
Le FPÖ opère depuis 2010, malgré l'affiliation nazie de ses fondateurs, un rapprochement avec Israël. Il envoie un membre dans une délégation de représentants de l'extrême droite européenne en Israël en 2010, délégation qui rencontre des colons de Cisjordanie (territoire palestinien occupé), et examine des « stratégies contre le terrorisme islamiste ». Cette recherche d'alliance reflète l'orientation islamophobe du parti, selon  Frankfurter Allgemeine Zeitung, qui parle d'une « poursuite de la lutte contre les mosquées par d'autres moyens ». Le FPÖ reconnaît Jérusalem comme capitale de l'État hébreu, contre le droit international, au regard duquel Jérusalem-Est est un territoire palestinien occupé. Son dirigeant Heinz-Christian Strache affiche son soutien au gouvernement israélien alors même que l'antisémitisme de plusieurs membres de son parti donne lieu régulièrement à des scandales ; la communauté juive autrichienne a exprimé sa méfiance au sujet de ce parti d'extrême droite.
Le parti s’est montré très critique vis-à-vis de l’Union européenne dans les années 2000, menant en 2006 une campagne intitulée « Non à la folie de l’Europe ! ». En juin 2016, Norbert Hofer annonçait vouloir organiser un référendum pour que l’Autriche quitte l’Union européenne, si celle-ci devenait davantage centralisée. Pourtant, à mesure que le FPÖ est devenu un parti de gouvernement, il a modéré sa critique de l'UE. En juillet 2016, un mois après avoir proposé un référendum, Hofer soutient que sortir de l'UE serait « une erreur », « préjudiciable pour l’Autriche ». Dans le manuel de politique pour la liberté du FPÖ de 2017, le parti affirme : « Nous nous reconnaissons dans l’intégration européenne pour que l’Europe puisse s’affirmer dans l’ère de la mondialisation dans les luttes mondiales en particulier face aux États-Unis, face à la Chine, la Russie, le monde musulman et d’autres parties du Tiers monde. »
En 2023, un ancien eurodéputé et trois proches du partis font une visite en Afghanistan, alors contrôlé par les Talibans, où ils sont accueillis comme une délégation officielle. Cette visite provoque la stupeur dans le pays, et est vivement rejetée par la direction du parti.

### Environnement
Concernant les questions environnementales, le FPÖ s'est opposé à l'accord de Paris sur le climat, signé en décembre 2015. Son vice-président, Manfred Haimbuchner, déclare qu'« avec des impôts élevés, des normes environnementales importantes et une législation climatique absurde, nous mettons notre socle industriel en danger alors qu’il constitue la base de nos emplois et de notre prospérité ».

## Controverses sur l'antisémitisme
Le FPÖ fait l'objet de critiques, y compris de ses partenaires de coalition, pour son rapport à l'antisémitisme : en 2018, un élu local est suspendu pour avoir partagé sur des réseaux sociaux des citations d'Adolf Hitler tandis qu'un candidat à une élection régionale est contraint de démissionner après la découverte de livrets de chants faisant l'apologie du régime nazi.
L’association SOS Mitmensch indique avoir « effectué des recherches qui démontrent un financement systématique par le FPÖ, ces dix dernières années, d’organismes qui répandent des idées antisémites (...) Ce parti fait par exemple passer des publicités dans la revue Die Aula. Des élus du FPÖ écrivent aussi dans ce magazine, ils lui accordent des entretiens. Or ils y côtoient des négationnistes et des néonazis, comme Karl Richter, un membre du parti allemand NPD. » 

## Présidents
- Anton Reinthaller (1956-1958)
- Friedrich Peter (en) (1958-1978)
- Alexander Götz (de) (1978-1979)
- Norbert Steger (en) (1979-1986)
- Jörg Haider (1986-2000)
- Susanne Riess-Passer (2000-2002)
- Mathias Reichhold (de) (2002)
- Herbert Haupt (en) (2002-2004)
- Ursula Haubner (2004-2005)
- Heinz-Christian Strache (2005-2019)
- Norbert Hofer (2019-2021)
- Herbert Kickl (depuis 2021)

## Résultats électoraux

### Élections au Conseil national
| Année | Voix      | %    | Rang | Sièges   | Gouvernement                              |
| ----- | --------- | ---- | ---- | -------- | ----------------------------------------- |
| 1956  | 283 749   | 6,5  | 3e   | 6 / 165  | Opposition                                |
| 1959  | 336 110   | 7,7  | 3e   | 8 / 165  | Opposition                                |
| 1962  | 313 895   | 7,0  | 3e   | 8 / 165  | Opposition                                |
| 1966  | 242 570   | 5,4  | 3e   | 6 / 165  | Opposition                                |
| 1970  | 253 425   | 5,5  | 3e   | 6 / 165  | Opposition                                |
| 1971  | 248 473   | 5,5  | 3e   | 10 / 183 | Opposition                                |
| 1975  | 249 444   | 5,4  | 3e   | 10 / 183 | Opposition                                |
| 1979  | 286 743   | 6,1  | 3e   | 11 / 183 | Opposition                                |
| 1983  | 241 789   | 5,0  | 3e   | 12 / 183 | Sinowatz, Vranitzky I                     |
| 1986  | 472 205   | 9,7  | 3e   | 18 / 183 | Opposition                                |
| 1990  | 782 648   | 16,6 | 3e   | 33 / 183 | Opposition                                |
| 1994  | 1 042 332 | 22,5 | 3e   | 42 / 183 | Opposition                                |
| 1995  | 1 060 175 | 21,9 | 3e   | 41 / 183 | Opposition                                |
| 1999  | 1 244 087 | 26,9 | 2e   | 52 / 183 | Schüssel I                                |
| 2002  | 491 328   | 10,0 | 3e   | 18 / 183 | Schüssel II (2002-2005) puis opposition   |
| 2006  | 519 598   | 11,0 | 4e   | 21 / 183 | Opposition                                |
| 2008  | 857 028   | 17,5 | 3e   | 34 / 183 | Opposition                                |
| 2013  | 962 313   | 20,5 | 3e   | 40 / 183 | Opposition                                |
| 2017  | 1 311 116 | 26,0 | 3e   | 51 / 183 | Kurz I (2017-2019) puis opposition (2019) |
| 2019  | 772 666   | 16,2 | 3e   | 31 / 183 | Opposition                                |
| 2024  | 1 403 497 | 28,9 | 1er  | 57 / 183 | Opposition                                |

### Élections européennes
| Année | Voix      | %    | Rang | Sièges | Groupe                      |
| ----- | --------- | ---- | ---- | ------ | --------------------------- |
| 1996  | 1 044 604 | 27,5 | 3e   | 6 / 21 | NI                          |
| 1999  | 655 519   | 23,4 | 3e   | 5 / 21 | NI                          |
| 2004  | 157 722   | 6,3  | 5e   | 1 / 18 | NI - ITS (2007)             |
| 2009  | 364 207   | 12,7 | 4e   | 2 / 17 | NI                          |
| 2014  | 556 835   | 19,7 | 3e   | 4 / 18 | NI (2014-2015) - ENL (2015) |
| 2019  | 650 114   | 17,2 | 3e   | 3 / 18 | ID                          |
| 2024  | 893 754   | 25,4 | 1er  | 6 / 20 | PfE                         |

### Élections présidentielles
| Année | Candidat               | 1er tour        | 1er tour        | 2e tour         | 2e tour         |
| Année | Candidat               | %               | Rang            | %               | Rang            |
| ----- | ---------------------- | --------------- | --------------- | --------------- | --------------- |
| 1957  | Wolfgang Denk (de)     | 48,9            | 2e              |                 |                 |
| 1963  | Pas de candidat        | Pas de candidat | Pas de candidat | Pas de candidat | Pas de candidat |
| 1965  | Pas de candidat        | Pas de candidat | Pas de candidat | Pas de candidat | Pas de candidat |
| 1971  | Pas de candidat        | Pas de candidat | Pas de candidat | Pas de candidat | Pas de candidat |
| 1974  | Pas de candidat        | Pas de candidat | Pas de candidat | Pas de candidat | Pas de candidat |
| 1980  | Willfried Gredler (de) | 16,9            | 2e              |                 |                 |
| 1996  | Otto Scrinzi (en)      | 1,2             | 4e              |                 |                 |
| 1992  | Heide Schmidt (en)     | 16,4            | 3e              |                 |                 |
| 1998  | Pas de candidat        | Pas de candidat | Pas de candidat | Pas de candidat | Pas de candidat |
| 2004  | Pas de candidat        | Pas de candidat | Pas de candidat | Pas de candidat | Pas de candidat |
| 2010  | Barbara Rosenkranz     | 15,2            | 2e              |                 |                 |
| 2016  | Norbert Hofer          | 35,1            | 1er             | 49,65 ; 46,2    | 2d              |
| 2022  | Walter Rosenkranz      | 17,6            | 2e              |                 |                 |

1. ↑  Soutenu également par l'ÖVP.
2. ↑  Premier second tour annulé du fait d’irrégularités dans les votes par correspondance.

### Élections régionales

#### Basse-Autriche
| Année | Voix | Mandats | Rang |
| ----- | ---- | ------- | ---- |
| 1959  | 4,0  | 0 / 56  | 3e   |
| 1964  | 3,0  | 0 / 56  | 3e   |
| 1969  | 3,2  | 0 / 56  | 3e   |
| 1974  | 3,0  | 0 / 56  | 3e   |
| 1979  | 3,2  | 0 / 56  | 3e   |
| 1983  | 1,7  | 0 / 56  | 3e   |
| 1988  | 9,4  | 5 / 56  | 3e   |
| 1993  | 12,1 | 7 / 56  | 3e   |
| 1998  | 16,1 | 9 / 56  | 3e   |
| 2003  | 4,5  | 2 / 56  | 4e   |
| 2008  | 10,5 | 6 / 56  | 3e   |
| 2013  | 8,2  | 4 / 56  | 4e   |
| 2018  | 14,8 | 8 / 56  | 3e   |
| 2023  | 24,2 | 14 / 56 | 2e   |

#### Burgenland
| Année | Voix  | Mandats | Rang |
| ----- | ----- | ------- | ---- |
| 1956  | 2,9   | 1 / 32  | 3e   |
| 1960  | 4,6   | 1 / 32  | 3e   |
| 1964  | 3,6   | 1 / 32  | 3e   |
| 1968  | 2,2   | 0 / 32  | 3e   |
| 1972  | 3,1   | 1 / 32  | 3e   |
| 1977  | 2,3   | 0 / 36  | 3e   |
| 1982  | 3,0   | 0 / 36  | 3e   |
| 1987  | 7,3   | 3 / 36  | 3e   |
| 1991  | 9,7   | 4 / 36  | 3e   |
| 1996  | 14,6  | 5 / 36  | 3e   |
| 2000  | 12,6  | 4 / 36  | 3e   |
| 2005  | 5,8   | 2 / 36  | 3e   |
| 2010  | 9,0   | 3 / 36  | 3e   |
| 2015  | 15,0  | 6 / 36  | 3e   |
| 2020  | 9,79  | 4 / 36  | 3e   |
| 2025  | 23,09 | 9 / 36  | 2e   |

#### Carinthie
| Année | Voix  | Mandats | Rang |
| ----- | ----- | ------- | ---- |
| 1956  | 15,7  | 5 / 36  | 3e   |
| 1960  | 14,9  | 5 / 36  | 3e   |
| 1965  | 13,4  | 5 / 36  | 3e   |
| 1970  | 12,1  | 4 / 36  | 3e   |
| 1975  | 11,8  | 4 / 36  | 3e   |
| 1979  | 11,7  | 4 / 36  | 3e   |
| 1984  | 16,0  | 5 / 36  | 3e   |
| 1989  | 29,0  | 11 / 36 | 2e   |
| 1994  | 33,3  | 13 / 36 | 2e   |
| 1999  | 42,1  | 16 / 36 | 1er  |
| 2004  | 42,4  | 16 / 36 | 1er  |
| 2009  | 3,8   | 0 / 36  | 5e   |
| 2013  | 16,9  | 6 / 36  | 2e   |
| 2018  | 23,0  | 9 / 36  | 2e   |
| 2023  | 24,53 | 9 / 36  | 2e   |

- FPK en 2013

#### Haute-Autriche
| Année | Voix | Mandats | Rang |
| ----- | ---- | ------- | ---- |
| 1961  | 9,7  | 4 / 48  | 3e   |
| 1967  | 7,5  | 2 / 48  | 3e   |
| 1973  | 7,7  | 4 / 56  | 3e   |
| 1979  | 6,4  | 4 / 56  | 3e   |
| 1985  | 5,0  | 3 / 56  | 3e   |
| 1991  | 17,7 | 11 / 56 | 3e   |
| 1997  | 20,6 | 12 / 56 | 3e   |
| 2003  | 8,4  | 4 / 56  | 4e   |
| 2009  | 15,3 | 9 / 56  | 3e   |
| 2015  | 30,4 | 18 / 56 | 2e   |
| 2021  | 19,8 | 11 / 56 | 2e   |

#### Salzbourg
| Année | Voix  | Mandats | Rang |
| ----- | ----- | ------- | ---- |
| 1959  | 16,1  | 5 / 32  | 3e   |
| 1964  | 11,8  | 4 / 32  | 3e   |
| 1969  | 18,0  | 6 / 32  | 3e   |
| 1974  | 15,5  | 5 / 36  |      |
| 1979  | 13,3  | 5 / 36  | 3e   |
| 1984  | 8,7   | 4 / 36  | 3e   |
| 1989  | 16,4  | 6 / 36  | 3e   |
| 1994  | 19,5  | 8 / 36  | 3e   |
| 1999  | 19,6  | 7 / 36  | 3e   |
| 2004  | 8,7   | 3 / 36  | 3e   |
| 2009  | 13,0  | 5 / 36  | 3e   |
| 2013  | 17,0  | 6 / 36  | 4e   |
| 2018  | 18,8  | 7 / 36  | 3e   |
| 2023  | 25,75 | 10 / 36 | 2e   |

#### Styrie
| Année | Voix | Mandats | Rang |
| ----- | ---- | ------- | ---- |
| 1957  | 6,8  | 3 / 48  | 3e   |
| 1961  | 7,2  | 3 / 48  | 3e   |
| 1965  | 5,8  | 2 / 56  | 3e   |
| 1970  | 5,3  | 2 / 56  | 3e   |
| 1974  | 4,2  | 2 / 56  | 3e   |
| 1978  | 6,4  | 3 / 56  | 3e   |
| 1981  | 5,1  | 2 / 56  | 3e   |
| 1986  | 4,6  | 2 / 56  | 3e   |
| 1991  | 15,4 | 9 / 56  | 3e   |
| 1995  | 17,2 | 10 / 56 | 3e   |
| 2000  | 12,4 | 7 / 56  | 3e   |
| 2005  | 4,6  | 0 / 56  | 5e   |
| 2010  | 10,7 | 6 / 56  | 3e   |
| 2015  | 26,8 | 14 / 48 | 3e   |
| 2019  | 17,5 | 8 / 48  | 3e   |
| 2024  | 34,8 | 17 / 48 | 1er  |

#### Tyrol
| Année | Voix | Mandats | Rang |
| ----- | ---- | ------- | ---- |
| 1957  | 8,5  | 2 / 36  | 3e   |
| 1961  | 9,1  | 2 / 36  | 3e   |
| 1965  | 6,0  | 1 / 36  | 3e   |
| 1970  | 5,7  | 1 / 36  | 3e   |
| 1975  | 5,9  | 1 / 36  | 3e   |
| 1979  | 6,8  | 2 / 36  | 3e   |
| 1984  | 6,0  | 2 / 36  | 3e   |
| 1989  | 15,6 | 5 / 36  | 3e   |
| 1994  | 16,1 | 6 / 36  | 3e   |
| 1999  | 19,6 | 7 / 36  | 3e   |
| 2003  | 8,0  | 2 / 36  | 4e   |
| 2008  | 12,4 | 4 / 36  | 4e   |
| 2013  | 9,3  | 4 / 36  | 5e   |
| 2018  | 15,5 | 5 / 36  | 3e   |
| 2022  | 18,8 | 7 / 36  | 2e   |

#### Vienne
| Année | Voix | Mandats  | Rang |
| ----- | ---- | -------- | ---- |
| 1959  | 8,0  | 4 / 100  | 3e   |
| 1964  | 5,7  | 3 / 100  | 3e   |
| 1969  | 7,3  | 4 / 100  | 3e   |
| 1973  | 7,7  | 3 / 100  | 3e   |
| 1978  | 6,5  | 3 / 100  | 3e   |
| 1983  | 5,4  | 2 / 100  | 3e   |
| 1987  | 9,7  | 8 / 100  | 3e   |
| 1991  | 22,5 | 23 / 100 | 2e   |
| 1996  | 27,9 | 29 / 100 | 2e   |
| 2001  | 20,2 | 21 / 100 | 2e   |
| 2005  | 14,8 | 13 / 100 | 3e   |
| 2010  | 25,8 | 27 / 100 | 2e   |
| 2015  | 30,8 | 34 / 100 | 2e   |
| 2020  | 7,1  | 8 / 100  | 5e   |
| 2025  | 20,4 | 22 / 100 | 2e   |

#### Vorarlberg
| Année | Voix  | Mandats | Rang |
| ----- | ----- | ------- | ---- |
| 1959  | 14,9  | 5 / 36  | 3e   |
| 1964  | 15,8  | 6 / 36  | 3e   |
| 1969  | 20,1  | 7 / 36  | 3e   |
| 1974  | 13,9  | 4 / 36  | 3e   |
| 1979  | 12,5  | 4 / 36  | 3e   |
| 1984  | 10,5  | 3 / 36  | 4e   |
| 1989  | 16,1  | 6 / 36  | 3e   |
| 1994  | 18,4  | 7 / 36  | 2e   |
| 1999  | 27,4  | 11 / 36 | 2e   |
| 2004  | 12,9  | 5 / 36  | 3e   |
| 2009  | 25,1  | 9 / 36  | 2e   |
| 2014  | 23,4  | 9 / 36  | 2e   |
| 2019  | 13,93 | 5 / 36  | 3e   |
| 2024  | 28,00 | 11 / 36 | 2e   |